# Pseudarbela
Pseudarbela é um gênero de mariposa pertencente à família Acrolophidae.